# Кастильоне-Мессер-Марино
Кастильоне-Мессер-Марино (итал. Castiglione Messer Marino) — коммуна в Италии, расположена в регионе Абруццо, подчиняется административному центру Кьети.
Население составляет 2208 человек, плотность населения составляет 47 чел./км². Занимает площадь 47 км². Почтовый индекс — 66033. Телефонный код — 0873.
Покровителем города считается святой архангел Рафаил, празднование 11 сентября.